# Martim Anes de Barbuda

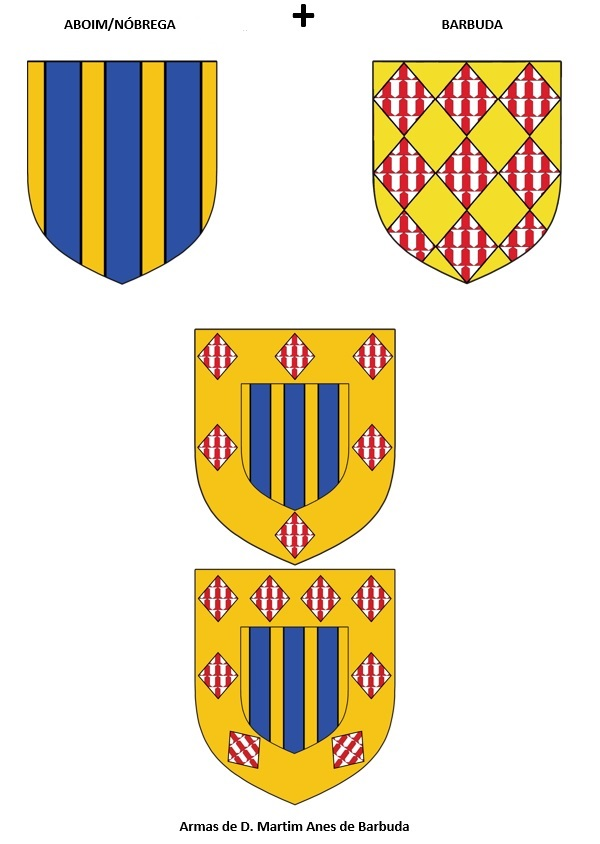
Reconstituição gráfica dos brasões inscritos no túmulo de Martim Anes de Barbuda

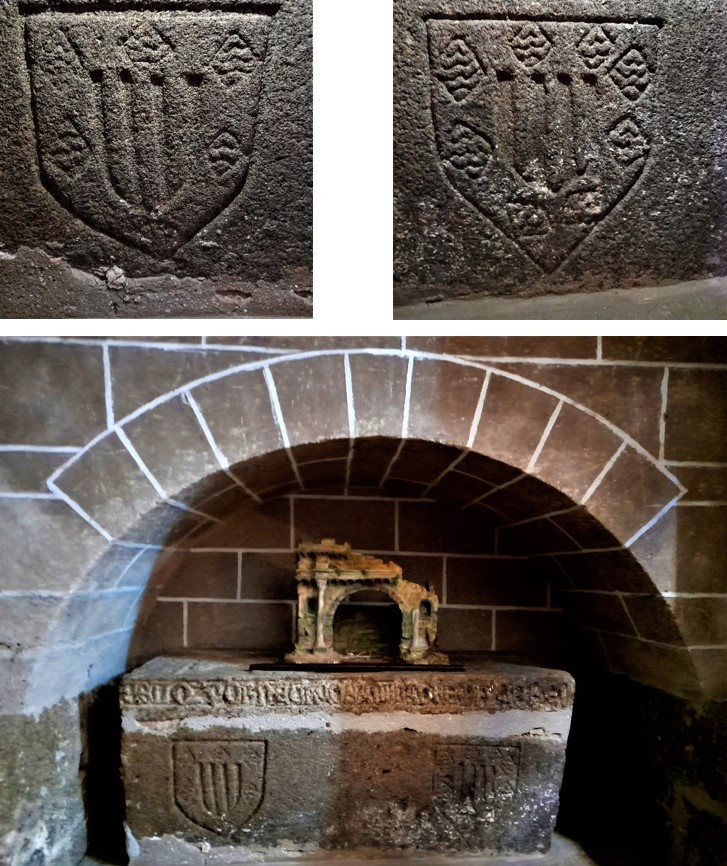
Túmulo de Martim Anes de Barbuda com pormenor dos brasões

Martim Anes de Barbuda ou Martín Yañez de la Barbuda (século XIV) foi um nobre português, apoiante do lado castelhano durante o conflito de 1383-85. Ocupou o castelo de Monforte. Esteve nas batalhas de Atoleiros, Valverde e Aljubarrota. Derrotado nesta última, na retirada, incendiou Viseu. Mestre da Ordem de Alcântara, afiliada da Ordem de Calatrava, foi nomeado meirinho-mor entre o Tejo e Guadiana. Atacou o reino de Granada numa acção suicida em Abril de 1394, morrendo junto às muralhas de Baeza.
A 26 de Abril de 1394, o mestre da Ordem de Alcântara D. Martim Anes de Barbuda, influenciado por um eremita que lhe disse que "habia de ganar la cidade de Granada", desafiou o rei de Granada. Apesar de todos os avisos feitos, contra a vontade do próprio rei de Castela e da nobreza, Martim Anes de Barbuda, com uma pequena força militar de 300 lanças e 5000 peões, travou batalha contra o impressionante exército do rei de Granada, composto por 200 000 homens a pé e 5000 a cavalo. Esta batalha desigual, suicida, teve lugar das 12 horas (meio-dia) até às 18 horas e nela faleceu o destemido Martim Anes de Barbuda e muitos cavaleiros castelhanos. O corpo do mestre, foi depois levado para a igreja de Santa Maria de Alcântara, onde lhe colocaram o seguinte epitáfio: "Aqui yace aquele en cuyo corazon nunca pavor tuvo entrada".
Considerado por Cristobal Lozano el “fidalgo el mas osado y valiente en su presucion, que tuvo Portugal"